# Полегшений буровий розчин
Розчин полегшений (рос. раствор облегченный; англ. lightened mud; нім. erleichterte Spülung f) — буровий розчин, зменшений у вазі, полегшений, який має меншу густину. Полегшений буровий розчин застосовується для буріння і глушіння свердловин у пластах з низьким пластовим тиском.